# Aetholopus sericeus
Aetholopus sericeus är en skalbaggsart som beskrevs av Stefan von Breuning 1938. Aetholopus sericeus ingår i släktet Aetholopus och familjen långhorningar.
Artens utbredningsområde är Filippinerna. Inga underarter finns listade i Catalogue of Life.